# 瞳の奥の銀河
「瞳の奥の銀河」（ひとみのおくのミルキーウェイ）は、Flowerの11枚目のシングル。2015年12月16日にソニー・ミュージックアソシエイテッドレコーズから発売。

## 概要
前作「Blue Sky Blue」から約8カ月ぶりのシングルで、2015年第3弾シングル。市來杏香脱退後、6人体制になって初のシングル。
2015年11月10日に「初回仕様限定盤 (形態A)」、「形態B」、「形態C」、「形態D」、「形態E」の5形態での発売となることと、リリース記念イベント「Flower 花の集い 〜2015冬〜」を行うことが発表された。
11月17日に楽曲世界観に合わせた全5種のヴィジュアルが公開となった。
表題曲「瞳の奥の銀河」はテレビアニメ『金田一少年の事件簿R』第2期エンディングテーマに使用された。アニメタイアップは｢forget-me-not 〜ワスレナグサ〜｣以来8作ぶりとなる。
初回盤のDVDのライブ映像は最終日のZepp Nagoya  で収録されたものであるが、本来会場で披露されていた楽曲の数曲はカットされている。

## 収録曲

### 初回仕様限定盤 (形態A)
CD
1. 瞳の奥の銀河
作詞: 小竹正人／作曲: 前迫潤哉,春川仁志,RUSH EYE
2. ラッキー7
作詞: 小竹正人／作曲: Andreas Oberg,Tahiti Lenoni,Johan Becker
3. Imagination
作詞: 小竹正人／作曲: Erik Lidbom,Simon Janlov,Sophia Pae
4. Virgin Snow〜初心〜
作詞: 小竹正人／作曲: 藤本和則

DVD
1. 「瞳の奥の銀河」MUSIC VIDEO
2. Flower LIVE TOUR 2015 “花時計”

### 形態B
1. 瞳の奥の銀河
2. ラッキー7
3. Imagination
4. Virgin Snow〜初心〜
5. 花時計 (version2016)
作詞: 小竹正人／作曲: Yoko Hiramatsu,Erik Lidbom
6. 瞳の奥の銀河 (Instrumental)
7. ラッキー7 (Instrumental)

### 形態C
1. 瞳の奥の銀河
2. ラッキー7
3. Imagination
4. Virgin Snow〜初心〜
5. 花時計 (version2016)
6. 瞳の奥の銀河 (Instrumental)
7. Imagination (Instrumental)

### 形態D
1. 瞳の奥の銀河
2. ラッキー7
3. Imagination
4. Virgin Snow〜初心〜
5. 花時計 (version2016)
6. 瞳の奥の銀河 (Instrumental)
7. Virgin Snow〜初心〜 (Instrumental)

### 形態E
1. 瞳の奥の銀河